# Filipe Lopes Neto
Filipe Lopes Neto, primeiro e único barão de Lopes Neto (Recife, 6 de junho de 1814 — Florença, 8 de novembro de 1895), foi um político e diplomata brasileiro. 
Foi enviado extraordinário e ministro plenipotenciário brasileiro, em missão especial, junto ao governo da Bolívia.

## Biografia
Filipe Lopes Neto nasceu na cidade do Recife, em Pernambuco, no dia 6 de junho de 1814, filho de Felipe Lopes Neto e de Veridiana de Mendonça. Iniciou seus estudos superiores na Faculdade de Direito de Olinda, terminando-os na Universidade de Pisa. Foi eleito deputado geral para a 6ª legislatura (1845-1847). Foi um membro destacado da Revolução Praieira. Depois de sufocada a revolta foi preso e enviado para a ilha de Fernando de Noronha. Depois de anistiado voltou para o Recife, onde foi eleito deputado geral para a 12ª legislatura (1864). 
Foi enviado em missão diplomática à Bolívia, onde firmou o tratado de 27 de março de 1868. Em 1876 foi nomeado presidente da Exposição da Filadélfia. Depois foi diplomata residente no Uruguai e na América do Norte. Foi o representante brasileiro, em 1884, como árbitro nas questões do Chile com as potências estrangeiras, devido à Guerra do Pacífico. Era ministro residente na Itália, quando foi exonerado em 1888.
Agraciado barão, era também dignitário da Imperial Ordem do Cruzeiro, comendador da Imperial Ordem da Rosa, além de outras ordens estrangeiras.
De um relacionamento com sua ex-empregada, a Sra. Maria Tabosa, em 1870, nasceu um filho que se chamou Procópio Lopes Tabosa. Mais tarde, no estado do Ceará, Procópio Lopes Tabosa se casou com Firmína Pereira e, em 1890, quase cinco anos antes do falecimento do Barão de Lopes Neto, nasceu seu neto que se chamou Procópio Lopes Filho. Consta ainda que, Procópio Lopes Filho, na idade de adulto, migrou-se para a cidade do Rio de Janeiro e se casou com Dolores Corrèa Dias, filha do fazendeiro Henrique Corrêa Dias da cidade de Vassouras RJ (Antigo Vale do Café ou Cidade dos Barões).